# انتشار (أعمال)
يمثل الانتشار إحدى العمليات التي من خلالها تحظى فكرة جديدة أو منتج جديد بالقبول في السوق. يتمثل معدل الانتشار في السرعة التي تنتشر بها الفكرة الجديدة من أحد المستهلكين إلى المستهلك الآخر. يتشابه التبني مع الانتشار باستثناء أن الانتشار يتعامل مع العملية النفسية التي تنتاب الفرد، وليس عملية التسويق في مجملها. يُطلق على هذا المصطلح في علم الاقتصاد اسم “التغير التكنولوجي”.

## النظريات
توجد العديد من النظريات التي يُفهم منها أنها تشرح آليات الانتشار:
1. الفرضية المستندة على خطوتين - تدفقات المعلومات والقبول، عبر وسائل الإعلام، لتصل أولاً إلى قادة الرأي، ثم إلى عموم السكان
2. الأثر الانتشاري - تميل المنتجات إلى أن تكون غالية الثمن في البداية، ومن ثم لا تكون متاحة سوى للطبقات الاجتماعية الغنية - تصبح هذه المنتجات خلال فترة زمنية معينة أقل ثمنًا ومنتشرة بحيث تصبح في متناول الطبقات الأقل ثراءً
3. نظرية انتشار الإبداعات لصاحبها إيفريت روجرز - بالنسبة لأي تصنيف منتجات مفترض، توجد خمسة تصنيفات لمتبني المنتجات:
  - المبدعون – المغامر، المثقف، مصادر معلومات متنوعة؛
  - المتبنون الأوائل – القادة المجتمعيون والعوام والمثقفون؛
  - الأغلبية المبكرة – المتأنون، العديد من جهات الاتصال المجتمعية غير الرسمية؛
  - الأغلبية المتأخرة – الشكاكون، التقليديون، أصحاب المنزلة الاجتماعية والاقتصادية الأقل؛
  - المتلكئون – يعتبرون الجيران والأصدقاء المصادر الرئيسية للمعلومات، ويخافون من الديون.
4. تم تطوير نموذج عبور الفجوة  بواسطة جيوفري مور - حيث يغطي هذا النموذج منحنى التبني الخاص بإيفيريت روجرز باستخدام مصطلح «الفجوة». ينبغي أن يركز التاجر، وفقًا لرأي مور، على مجموعة واحدة من الزبائن في فترة زمنية محددة، مع استخدام كل مجموعة كقاعدة تسويق للمجموعة التالية. تتمثل الخطوة الأكثر صعوبة في إقامة التحول بين الحالمين (المتبنين الأوائل) والأشخاص العمليين (الأغلبية المبكرة). هذا هو ما استخدم مور مصطلح الفجوة للإشارة إليه. سوف تفنى الوسائل التكنولوجية أو المنتجات التي لا يمكنها عبور هذه الفجوة أو تظل ثابتة دون تحقيق النتائج المرجوة. يمكن للمنشأة، إذا كانت ناجحة، تكوين تأثير جذاب يتم من خلاله بناء الزخم ويصبح فيه المنتج موجودًا في كل مكان.
5. النماذج التي تقودها التكنولوجيا - تكون هذه النماذج ذات صلة تحديدًا بانتشار البرامج. يتحدد معدل قبول التكنولوجيا من خلال عوامل مثل سهولة الاستخدام والفائدة.

## المعدل
وفقًا لإيفيريت إم روجرز، يتأثر معدل الانتشار بما يلي:
- الميزة أو الفائدة المدركة للمنتج.
- خطورة الشراء
- سهولة استخدام المنتج - تعقيد المنتج.
- فورية الفوائد.
- إمكانية الملاحظة.
- القابلية للتجربة.
- السعر.
- مدى التغيرات السلوكية المطلوبة.
- عائد الاستثمار في حالة المنتجات الصناعية.

### النماذج
توجد أنواع متنوعة من نماذج معدل الانتشار:
1. نماذج الاختراق - استخدام بيانات اختبار الأسواق لتطوير معادلات القبول الخاصة بحجم المبيعات المتوقعة بوصفها مسألة وقت. توجد ثلاثة أمثلة لنماذج الاختراق وهي:
  - نموذج باس الخاص بالتجربة وفقط
  - نموذج باس الرافض للتجربة
  - نموذج فورت وودلوك
2. نماذج التجربة/التكرار - يعد عدد المشترين المتكررين وظيفة لعدد المشترين المجربين.
3. النماذج الحتمية - تقييم عدد المشترين في حالات قبول متنوعة - يتم تحديد الحالات المتأخرة من حسابات متعلقة بحالات سابقة.
4. النماذج الحدسية - إدراك أن العديد من عناصر عملية الانتشار غير معروفة، لكنها تضم بشكل الأطراف المحتملة.